# Бедар
Бедар (на испански: Bédar) е населено място и община в Испания. Намира се в провинция Алмерия, в състава на автономната област Андалусия. Общината влиза в състава на района (комарка) Леванте Алмериенсе. Заема площ от 46 km². Населението му е 1039 души (по данни от 2010 г.). Разстоянието до административния център на провинцията е 88 km.

## Демография
| 1996 | 1998 | 1999 | 2000 | 2001 | 2002 | 2003 | 2004 | 2005 | 2006 |
| ---- | ---- | ---- | ---- | ---- | ---- | ---- | ---- | ---- | ---- |
| 552  | 550  | 566  | 572  | 597  | 632  | 668  | 732  | 777  |      |